# Munyanana
Munyanana är ett vattendrag i Burundi.   Det ligger i provinsen Kayanza, i den nordvästra delen av landet, 50 km nordost om huvudstaden Bujumbura.
Omgivningarna runt Munyanana är en mosaik av jordbruksmark och naturlig växtlighet. Runt Munyanana är det tätbefolkat, med 397 invånare per kvadratkilometer.